# Mot alla odds – Stafetten
Mot alla odds – Stafetten är en svensk realityserie som hade premiär på SVT Play den 2 februari 2025. Första säsongen består av fem avsnitt.

## Handling
I serien ska fem influerare och TV-personligheter med hjälp av Gunde Svan lära sig att åka skidor. Målet är att de ska ställa upp i Vasaloppet 2025 som ett stafettlag. Under Vasaloppet kunde tittarna följa kändislaget live och under dagen startade SVT Plays livesändning av Mot alla odds nästan 2,7 miljoner gånger.
Serien mötte god kritik och beskrevs som charmigt och sympatiskt och att serien och dess deltagare bidragit positivt för utvecklingen av skidsport i Sverige.

## Medverkande
- Gunde Svan
- Samir Badran
- Junior Lerin
- Filip Dikmen
- Linda Pira
- Kaeli Abdi